# Lo Puget de Frejús
Lo Puget d'Argenç (nom occità, ço és "el Petit Puig") (en francès Puget-sur-Argens) és un municipi francès situat al departament del Var i a la regió de Provença – Alps – Costa Blava. L'any 1999 tenia 6.368 habitants.

## Demografia
| Evolució de la població |      |      |       |       |       |      |      |      |
| 1793                    | 1800 | 1806 | 1821  | 1831  | 1836  | 1841 | 1846 | 1851 |
| 965                     | 949  | 941  | 1.034 | 1.053 | 1.004 | 918  | 921  | 838  |

| 1856 | 1861 | 1866 | 1872 | 1876 | 1881 | 1886  | 1891  | 1896  |
| ---- | ---- | ---- | ---- | ---- | ---- | ----- | ----- | ----- |
| 810  | 831  | 904  | 869  | 857  | 926  | 1.045 | 1.142 | 1.104 |

| 1901  | 1906  | 1911  | 1921  | 1926  | 1931  | 1936  | 1946  | 1954  |
| ----- | ----- | ----- | ----- | ----- | ----- | ----- | ----- | ----- |
| 1.251 | 1.214 | 1.402 | 1.249 | 1.551 | 1.536 | 1.576 | 1.558 | 3.423 |

| 1962  | 1968  | 1975  | 1982  | 1990  | 1999  | 2006 | 2011 | 2016 |
| ----- | ----- | ----- | ----- | ----- | ----- | ---- | ---- | ---- |
| 3.399 | 3.033 | 3.849 | 4.509 | 5.865 | 6.371 | -    | -    | -    |

| 2019 | - | - | - | - | - | - | - | - |
| ---- | - | - | - | - | - | - | - | - |
| -    | - | - | - | - | - | - | - | - |

## Administració
| Període   | Identitat            | Partit        |
| --------- | -------------------- | ------------- |
| 1949-1959 | Théophile Héraud     |               |
| 1959-1977 | Guillaume Le Bigot   |               |
| 1977-1984 | Robert Lassagne      | PRG           |
| 1984-2008 | Jean-Marie Del Gallo | UMP           |
| 2008-     | Paul Boudoube        | Divers droite |